# Linaria
Linaria este un gen de plante din familia  Scrophulariaceae.

## Specii
Cuprinde  circa 75 specii.